# Моздок (бомбардирский корабль, 1785)
«Моздок» — парусный бомбардирский корабль Каспийской флотилии Российской империи, находившийся в составе флота с 1785 по 1794 год.

## Описание корабля
Парусный бомбардирский корабль с деревянным корпусом. Артиллерийское вооружение корабля состояло из 10 орудий.

## История службы
Бомбардирский корабль «Моздок» был заложен на стапеле Казанского адмиралтейства 20 (31) июля 1784 года и после спуска на воду 8 (19) мая 1785 года вошёл в состав Каспийской флотилии России. Строительство корабля вёл кораблестроитель М. Протопопов.
В июле 1785 года пришёл от Казани в Астрахань, после чего выходил в плавание Каспийское море. С 1786 по 1793 год выходил в практические плавания в Каспийское море вплоть до персидских берегов.
По окончании службы после 1794 года бомбардирский корабль «Моздок» был разобран.

## Командиры корабля
Командирами бомбардирского корабля «Моздок» в составе Российского императорского флота в разное время служили:
- лейтенант А. В. фон Моллер (1785 год)[6];
- капитан-лейтенант В. И. Кушников (1785 год)[7];
- капитан-лейтенант Р. М. Харламов (1789—1790 годы)[8];
- лейтенант П. Н. Мансуров (1791 и 1793 годы)[комм. 1][10].

### Комментарии
1. ↑  В перерыве между периодами командования кораблём в 1792 году был командирован в Москву для заготовки припасов для астраханского порта[9].